# Schloss Neuhaus in Kärnten

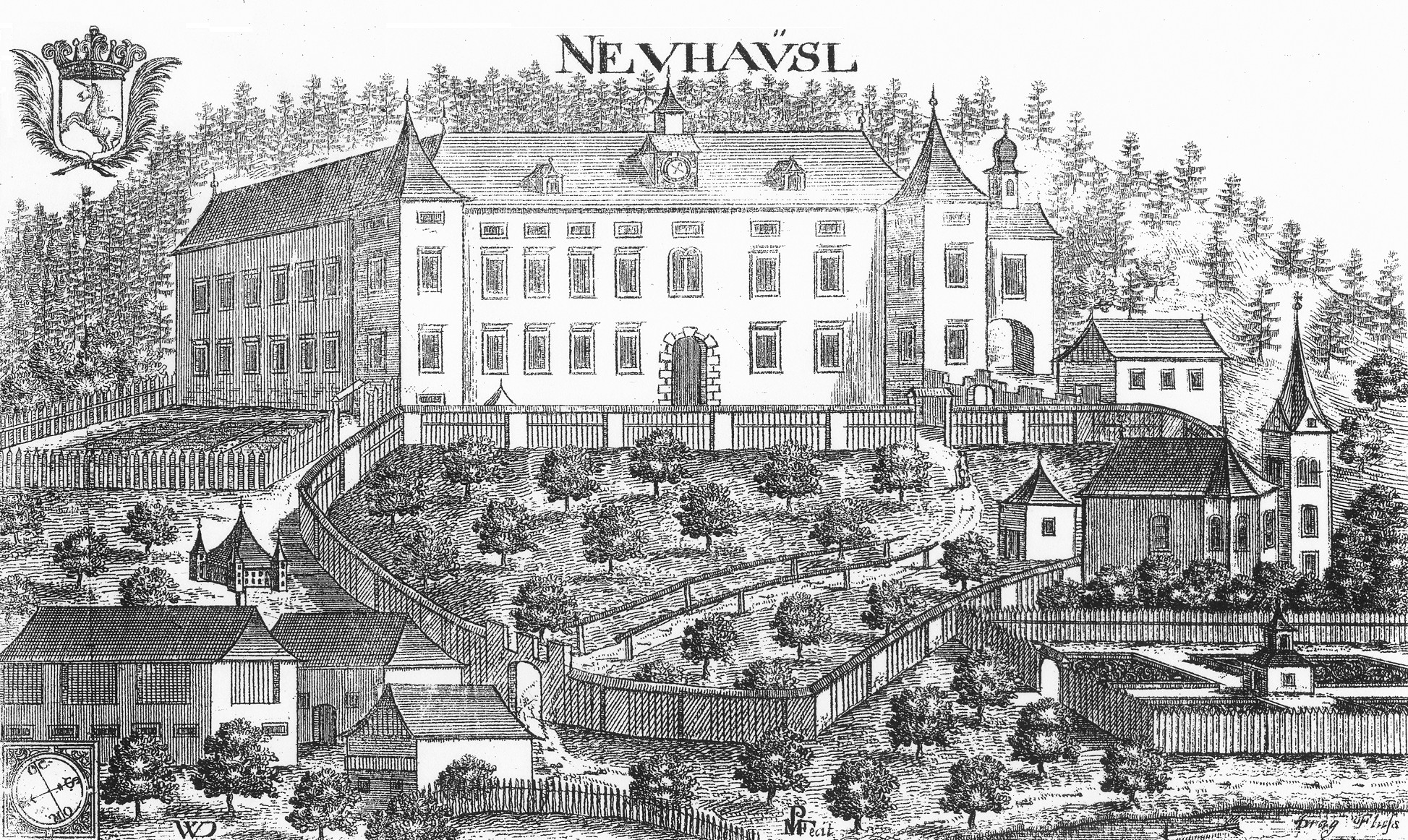
Kupferstich des Schlosses Neuhaus aus: Topographia Archiducatus Carinthiae modernae (1681)

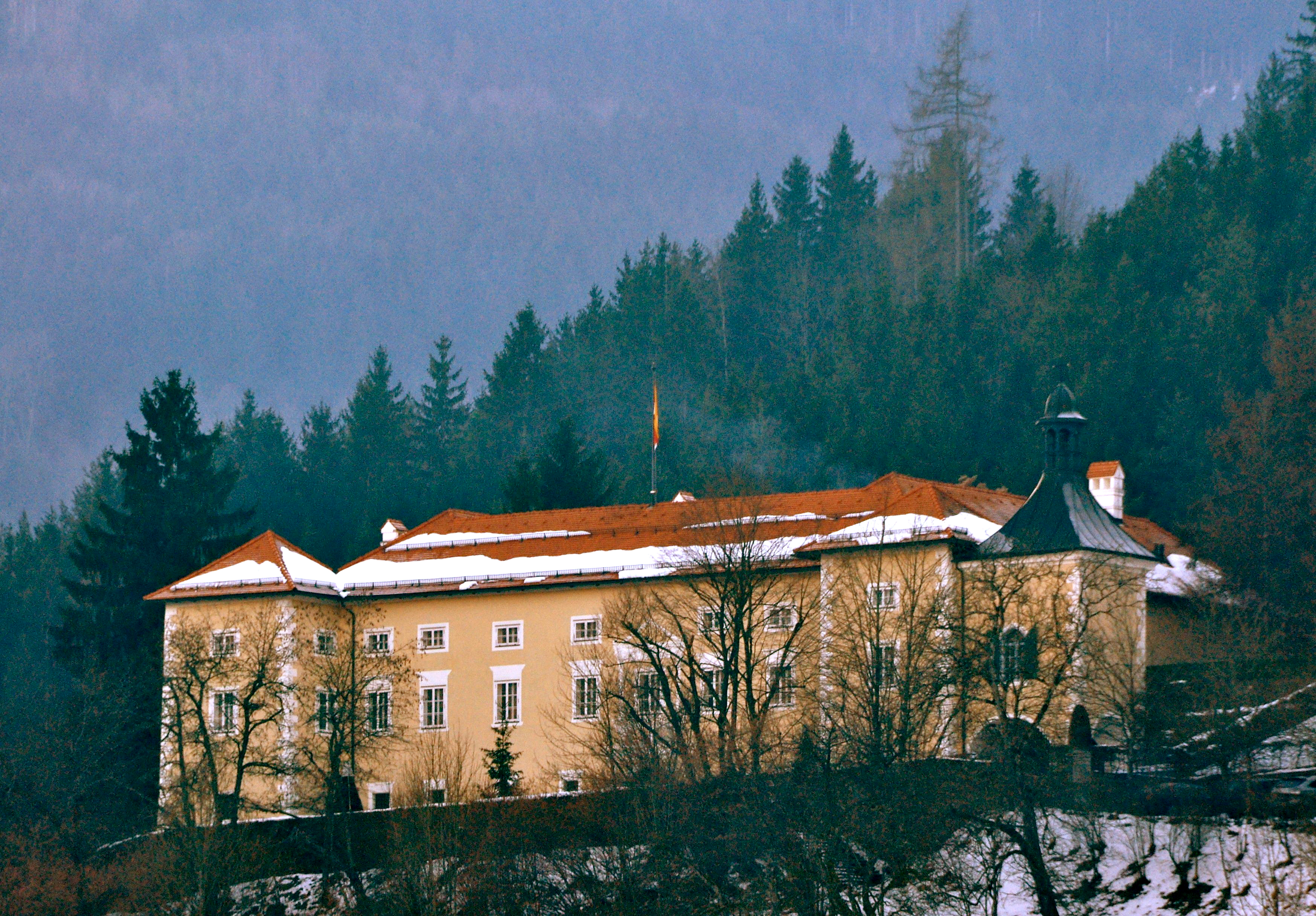
Schloss Neuhaus (2011)

Das Schloss Neuhaus in Kärnten (auch Neuhäusl) steht westlich von Lavamünd am rechten Drauufer in der gleichnamigen Gemeinde Neuhaus in Kärnten. Das Schloss steht unter  Denkmalschutz.

## Geschichte
In Urkunden aus den Jahren 1278, 1279 und 1285 tritt ein Gotschalcus de Novocastro als Zeuge auf. Schlösser namens Neuhaus gab es in Krain und Südtirol, doch handelte es sich bei der Urkunde aus dem Jahre 1279 um eine des Grafen Ulrich von Heunburg. Da der hier genannte Gottschalk in allen drei Urkunden auftaucht, dürfte wohl Neuhaus in Kärnten damit gemeint sein. Einwandfrei ist aber der am 20. April 1288 genannte Nicla von dem Newenhavse Besitzer dieser Burg, zumal diese Heunburger Urkunde im nahen Bleiburg ausgestellt wurde. Er begegnet uns wiederholt in Urkunden des Jahres 1296. Ein 1298 vorkommender Ulrich scheint sein Sohn oder Bruder gewesen zu sein. Zuletzt sehen wir Nicla von Neuhaus immer in Heunburger Urkunden, und er war daher zweifellos Ministeriale der Heunburger. Im Jahre 1312 bezeichnete er den Grafen von Heunburg als seinen Herrn. Er siegelte mit einem N im Schilde. 
Nach den Heunburgern kam Neuhaus an die Pfannberger, später an die Auffensteiner und nach deren Sturz in der zweiten Hälfte des 14. Jahrhunderts an die Habsburger Herzöge von Österreich und Kärnten. Diese überließen die Herrschaft Bleiburg mit zugehörigen Gütern, wozu auch Neuhaus gehörte, verschiedenen Pfandherren. 1481 wurde Schloss Neuhaus von den Ungarn in Brand gesteckt, doch scheint es bald darauf wieder aufgebaut worden zu sein. Für fast hundert Jahre wissen wir nichts Näheres. In dieser Zeit gehörte es zur Herrschaft Bleiburg, die die Herren Ungnad innehatten, vorher war es Pfandbesitz der Herren von Kraig. Den Aufbau des Schlosses nach der Zerstörung des Jahres 1481 dürfte Christof Ungnad durchgeführt haben. Auf ihn folgte 1493 Hans Ungnad. 
Im 16. Jahrhundert war Neuhaus oder auch Neuhäusl, wie es damals öfter genannt wurde, im Besitz von Georg Freiherr von Herberstein zu Neuberg und Gutenhag, Erbkämmerer und Erbtruchsess in Kärnten, Landesverweser von Steiermark. Um 1570 verkaufte Georg von Herberstein alle seine ihm von seinen Eltern erblich zugefallenen zu Neuhäusl gehörigen Gülten seinem Schwager Christof von Kollnitz. Im Jahre 1571 wurde nach Angaben der Untertanen der Bergfried des alten Burgstalls Neuhäusl ausgezeigt. Als Grenze des Burgfriedens gegen das Landgericht galt der Zaun um die Kirchen. Diesbezüglich war es zwischen Herberstein und dem Pfandinhaber der Herrschaft Bleiburg, David Ungnad, zu Reibereien gekommen. Im Jahre 1574 verkaufte Georg von Herberstein das Schloss Neuhäusl an Erasmus Gall zu Gallenhofen und bat um dessen Belehnung. Die Gallen scheinen sich hinfort als Neuhaus bezeichnet zu haben, denn 1576 besaß Andreas von Neuhaus nach Ableben seines Vaters Hans das Schloss. Es wäre auch denkbar, dass die Gallen das Schloss noch im Jahre ihrer Belehnung weiterverkauft haben. 
Ende des 16. Jahrhunderts kam Neuhaus in den Besitz der Paradeiser und 1602 nennt sich Alexander Paradeiser, der Kärntner Erblandjägermeister, Herr zu Grädisch und zu Neuhaus. Neuhaus scheint aber kurz darauf wieder an die Gallen gekommen zu sein, denn 1629 verkauften die Brüder Christof, Max und Hörwart Regallen zu Kranichsfeld und Prunberg und deren Schwester Barbara, Gattin des Andrä Prüggler das ihnen von Salome Lamberg, einer geb. Gallen, zugefallene Schloss Neuhaus. Das Wappen dieser Prüggler findet sich noch heute im Rittersaal des Schlosses. Um 1676 war Johann David Freiherr von Deutenhofen Besitzer von Neuhaus, das er zu seinen anderen Schlössern wie Drasing, Mageregg, Tigring, Ebenthal und Rosenberg gekauft hatte.
Neuere Zeit
Nach oftmaligem Besitzerwechsel (u. a. gehörte es der Familie Edle von Webenau von 1821 bis 1863 und von 1904 bis 1910 Franz Kupelwieser, dem Enkel des Malers Leopold Kupelwieser) war das Schloss ab 1954 im Besitz von Kajetan Wutte. Nachdem Schloss Neuhaus kurzzeitig im Besitz von Stift Admont stand, erwarb es im Jahre 1988 der Wirtschaftsfachmann Herbert Liaunig, um hier seinen privaten Wohnsitz zu gründen und seine Kunstsammlung stilecht unterzubringen. Innerhalb kürzester Zeit wurden mit Millionenaufwand nach den Plänen des Architekten Günther Domenig umfangreiche Renovierungs- und Umbauarbeiten durchgeführt, die im Jahre 1992 abgeschlossen wurden.

## Architektur

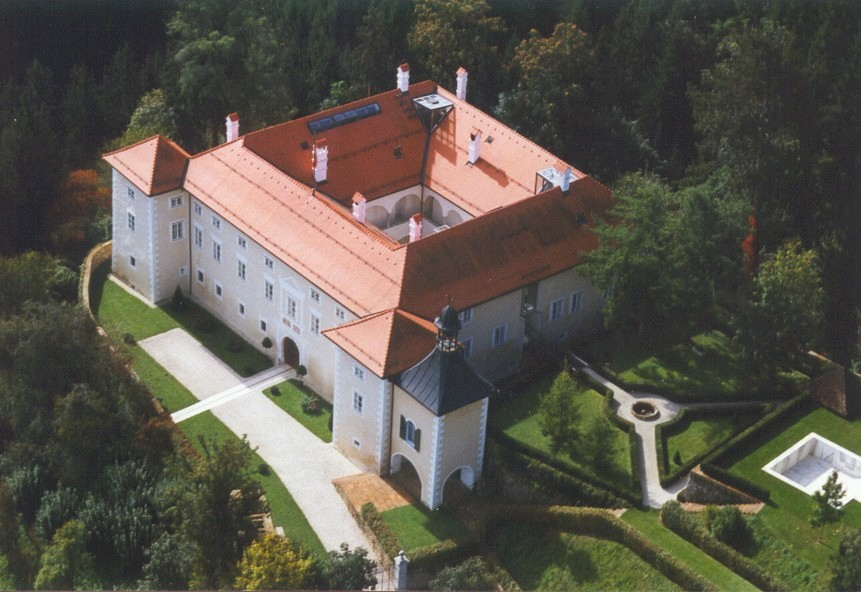
Schloss Neuhaus

Der rechteckige, dreigeschoßige Bau liegt in beherrschender Lage oberhalb von Neuhaus. Die nach Osten weisende Hauptfront wird von zwei dachgleichen Ecktürmen beherrscht. An der Nordfront befindet sich ein Kapellenanbau mit einem Altarblatt, die Himmelfahrt Mariens darstellend. Wände und Decke der Kapelle sind bemalt. An der dem Altar gegenüberliegenden Wand ist das Wappen der Grafen platziert und darüber eine Abbildung des Schlosses. 
Der rechteckige Schlosshof hat im Erdgeschoß und im ersten Stockwerk an der Nordwest- und Südseite Arkaden mit wuchtigen Säulen. Das Gebäude spiegelt im Allgemeinen den Baucharakter des 16. Jahrhunderts wider, doch befinden sich im Erdgeschoß unzweifelhaft Reste eines älteren Baues. Der geräumige Saal im ersten Stockwerk hat einen dunklen, bemalten, von Stützbalken (= Tramen) getragenen Holzplafond. An der Südwand befindet sich unter den aufgemalten Namen Andreas Edler von Prüggler, Herr und Landstand in Kärnten, und dessen Wappen.